# Tanzeem-e-Islami
Die Tanzeem-e-Islami (TI) ist eine islamische Organisation, die sich für die Umsetzung des Korans und der Sunna in den sozialen, kulturellen, rechtlichen, politischen und wirtschaftlichen Bereichen des Lebens einsetzt. Sie strebt eine „Widerlegung der irreführenden Gedanken und der Philosophie der Moderne“ an.

## Geschichte
Die Tanzeem-e-Islami wurde 1975 gegründet. Bei der Gründung war die TI eine herkömmliche islamische Organisation. Der Gründer Israr Ahmed teilte den Anhängern der TI seine Ansichten über den Koran und Sunna mit. Die TI hatte zunächst nur wenige Anhänger. Der Einfluss der Tanzeem-i-Islami stieg erst nach dem Staatsstreich vom 5. Juli 1977 durch den pakistanischen Generalstabschef Zia ul Haq.
Die erste Fernsehsendung von Israr Ahmed hieß Al-Kitab und wurde während des Ramadan 1978 ausgestrahlt. Weitere Fernsehsendungen Ahmeds waren Allf Lam Meem, Rasul Kamil, Umm ul Kitab und Al-Huda. Diese TV-Shows wurden in ganz Pakistan ausgestrahlt. Der pakistanische Regierungschef Zia-ul Haq setzte sich dafür ein, dass Israr Ahmed eine wöchentliche Sendung im Staatsfernsehen PTV erhielt. Ahmeds Fernsehsendung war eine der ersten, in der ein islamischer Geistlicher Lektionen über den Islam gab. Israr Ahmed monierte die seiner Meinung nach zu wenigen Kopftuchträgerinnen im Publikum seiner Sendung. Zia ul Haq wies das Rundfunkministerium an, dass Nachrichtensprecherinnen im Fernsehen nur dezent Make-up nutzen sollten. Israr Ahmed sprach sich 1983 dafür aus, ein weltweites Kalifat einzuführen. Er überraschte das Publikum mit kontroversen Aussagen über Cricket in Pakistan.

“Cricket is making Pakistanis ignore their religious obligations… I am convinced that cricket matches should not be shown on TV. … Even after the showing of matches on TV is banned, only men should be allowed to go to the stadium to watch these matches.”

„Cricket bringt Pakistaner dazu, ihre religiösen Verpflichtungen vernachlässigen… Ich bin davon überzeugt, dass Cricket nicht im Fernsehen gezeigt werden sollten… Selbst wenn die Übertragung von Partien im Fernsehen verboten wurde, sollte nur Männern erlaubt werden ins Stadion zu gehen, um diese Spiele zu sehen.“

Die Folge mit der Aussage zu den Cricket-Spielen wurde im TV nicht ausgestrahlt und seine Show wurde vorübergehend eingestellt. Israr Ahmed legte Protest ein. Seine Anhängerschaft verlor er dadurch jedoch nicht.
1975 besuchten 103 Personen seine erste Veranstaltung. Davon traten 62 der Tanseem-e-Islami bei. 1992 hatte die TI 1.778 Mitglieder sowie weitere 234 Mitglieder im Mittleren Osten. Die Frauenabteilung der TI wurde 1983 gegründet. 1990 hatte sie 122 Mitglieder.
Die TI hatte 1994 zwei Standorte, einen in Sakkar und einen in Islamabad sowie zwei internationale Standorte, einen in Toronto und einen in Chicago.
Die Tanseem-i-Islami betreibt Koranschulen in Karatschi, Lahore und Multan.
2013 rief die TI zum Boykott des Valentinstags auf und stellte hierzu Plakate in ganz Pakistan auf.
2016 wiesen die pakistanischen Behörden die TI an, ihre Bestrebungen zur Einführungen eines weltweiten Kalifats einzustellen.